# こちらスーパーうさぎ帝国
こちらスーパーうさぎ帝国（こちらすーぱーうさぎていこく）は、東京を中心に活動している日本の劇団。愛称は「こちうさ」。

## 来歴
2004年（平成16年）6月、日本大学芸術学部の在学生を中心に「こちらスーパーうさぎ帝国VS」が結成される。
2006年（平成18年）4月、メンバーの大学卒業を機に本格的に劇団としての活動を開始。
第二回公演『男子ing!』の際、現在の劇団名「こちらスーパーうさぎ帝国」に改名。

## 概要

### 脚本・演出
主宰である白柳力が全ての脚本・演出を行っている。漫才のようなリズムで繰り広げられる『ポップでロックな爆笑劇』を主体としており基本的にはコメディ作品である。
また、セットや小道具などを巧みに使用し出演者全員の名前を紹介する『こちうさ名物』と呼ばれる特徴的なオープニングパフォーマンスがある。
第13回公演『ホレロ』終演時に「劇団本公演では必ず新作をやっていこうと考えてる」と明言されているが、『男子ing!』『ポチッとな。』『コミックス☆GOGO』など劇団本公演で一度上演した作品が外部で上演される場合がある。また、第20回公演『ホレロ×サラバ』では本公演の中で初めての再演が行われた。

## 上演作品
- 第1回公演『おまたせ』（2004年6月5日・6日、アルテ・パティオ）
- 第2回公演『男子ing!』（2005年2月11日-13日、西荻WENZスタジオ）
- 第3回公演『ジャンプ!!』
- 第4回公演『Oh!!SumerGame!!』（2007年7月26日-29日、タイニイアリス）
- 第5回公演『夢落ち』（2008年1月17日-20日、明石スタジオ）
- 第6回公演『Sunshine』（2008年6月12日-15日、明石スタジオ）
- 第7回公演『ドタキャン!!!!』（2009年1月15日-18日、ウッディシアター中目黒）
- 第8回公演『ポチッとな。 ～Switching On Summer～』（2009年7月15日-20日、下北沢・小劇場楽園）
- 第9回公演『Dramatic Dancing』（2009年12月17日-21日、日暮里・d-倉庫）
- 第10回公演『コミックス☆GOGO』（2010年5月26日-31日、日暮里・d-倉庫）
- 第11回公演『夢落ち』 （2010年9月29日-10月3日、萬劇場）
- 第12回公演『ハイカット！』（2011年2月23日-27日、萬劇場）
- ワークショップ公演（外伝）『ドタキャンⅡ』（2011年6月10日-12日、日暮里・d-倉庫）
- 第13回公演『ホレロ』（2012年2月16日-19日、相鉄本多劇場）
- ワークショップ公演『ハイカット！』（2012年3月3日・4日、上野ストアハウス）
- 第14回公演『サラバ』（2012年9月19日-23日、中野テアトルBONBOON）
- 第15回公演『センチ』（2013年1月30日-2月3日、日暮里・d-倉庫）
- 第16回公演『ミニチュア！』（2013年5月8日-12日、下北沢・小劇場楽園）
- 第17回公演『12月のシュビドゥバ』（2013年12月4日-8日、相鉄本多劇場）
- 第18回公演『クリームソーダ』（2014年4月29日-5月5日、OFF OFFシアター／5月10日・11日、in→dependent theatre 1st／5月14日・15日、広島市南区民文化センター／5月18日、浜北・なゆたホール）※10周年記念公演
- 第19回公演『うさぎの帝国』（2014年12月3日-7日、シアターグリーンBIG TREE THEATER）
- 第20回公演『ホレロ×サラバ』（2015年6月3日-14日、小劇場B1）
- 第21回公演『ボーン・トゥ・ビー・チャイルド！』（2016年8月3日-7日、劇 小劇場）
- 第22回公演『スーパー・パニック・プロポーズ！』（2016年12月8日-11日、シアターグリーンBIG TREE THEATER）
- 第23回公演『ツキましては･･･』（2017年7月13日-17日、劇 小劇場）
- 第24回公演『僕はこたつで丸くなる。』（2018年2月21日-25日、シアターグリーン BOX in BOX THEATER）
- 第25回公演『ビーフ・オア・チキン？』（2018年10月11日-21日、下北沢 シアター711）
- 第26回公演『クリームソーダ』（2019年2月6日-11日、浅草九劇）
- 第27回公演『ぐちゃぐちゃ』（2019年11月20日-24日、下北沢 シアター711）
- 第28回公演『レモンかけていい？』（2020年5月27日-5月31日、新宿サンモールスタジオ）※新型コロナウイルス感染症の感染拡大の影響により公演中止。
- 第27.5回公演『レモンかけていい？？α』（2020年10月31日・11月1日、日暮里・d-倉庫）
- 第28回公演『アイネ・クライネ・ノスタルジック』（2021年1月6日-10日、下北沢駅前劇場）

## テレビ
- 痛快TV スカッとジャパン（2018年1月29日、2018年3月12日、フジテレビ）

## ワークショップ
定期的にワークショップが開催されている。基本的には俳優や俳優志望者を対象にした企画だが、定期的なワークショップとは違い劇団員との交流を目的としたイベントに近い形のワークショップ『こちうさ体験入国』が2013年から行われている。

## 劇団員
旗揚げメンバーで残っているのは主宰の白柳力のみである。

### 現在の劇団員
| 名前         | 出身地 | 生年月日      | 備考                                    |
| ------------ | ------ | ------------- | --------------------------------------- |
| 白柳力       | 静岡県 | 1984年5月21日 | 主宰・脚本・演出。                      |
| 加藤圭貴     | 石川県 | 1985年2月25日 |                                         |
| カネコサチエ | 長野県 | 1984年5月6日  |                                         |
| 前田峻輔     | 岐阜県 | 1987年1月1日  | 2011年入国                              |
| 免出知之     | 広島県 | 1985年1月29日 | 2011年入国・unit-IFのメンバーでもある。 |
| 釜野真希     | 広島県 | 1986年1月29日 | 2012年入国                              |
| 柳戸瞳       | 埼玉県 |               | 2016年入国                              |
| 稲葉佳那子   | 東京都 | 1986年1月20日 | 2016年入国                              |

### 過去の劇団員
| 名前       | 出身地 | 生年月日       | 備考                       |
| ---------- | ------ | -------------- | -------------------------- |
| 西岡大輔   | 広島県 | 1981年4月27日  | 2020年3月31日 退団         |
| 平尾健蔵   | 兵庫県 | 1985年12月30日 | 2011年入国、2019年3月 退団 |
| 加藤栄一郎 |        | 3月19日        | 2012年入国                 |